# ベックリー財団
ベックリー財団（ベックリーざいだん、英語：Beckley Foundation）は、健康指向、費用対効果、ハームリダクションの観点から薬物政策の改革を促進することを目的とした慈善信託団体である。財団は、イギリスのオックスフォードに近いベックリーパークを本拠とする。
ベックリー財団は1998年に、自らに穿頭術を施したことで著名なアマンダ・フィールディングによって設立された。

## 背景
1998年にアマンダ・フィールディングにより設立され、薬物について科学と政策両面からの調査を支援する。当時、核磁気共鳴画像法（fMRI）の登場があり、この新しい技術は科学に対して大きな影響を与える可能性がある。また1970年代までの研究は、比較対象を置かない試験であるなど、研究の制御に問題があった。
資金調達はクラウドファンディングを通して行われる。

## 研究
ベックリー財団の科学的なプログラムは、向精神薬の潜在的な有害性を最小にし、意識と脳機能ついてより多くを学び、向精神薬の治療的な可能性を発見して調査するために、脳に対する影響についての研究を創始し、開発し、かつ実行している。
うつ病、またアルコール依存症やニコチン依存症に対するシロシビンの治療的な利用の研究を用意してきた。LSD、シロシビン、MDMAといった薬物の脳画像研究を行ってきた。
インペリアル・カレッジ・ロンドンのデビッド・ナット教授とロビン・カーハート・ハリスは共同研究を行ってきた。ロンドン大学のヴァレリー・カラン教授は、治療的薬の可能性を目的とした脳に対する大麻の影響について。ジョンズ・ホプキンズ大学のローランド・グリフィス教授は、依存症に対するシロシビンの効果についてである。
ベックリー財団の政策プログラムは、健康、薬物政策の社会的経済的意味、そして、新たな証拠に基づいた合理的なアプローチの発展に対する理解を増す研究を通して、国家と世界の薬物政策を改善することに捧げられる。財団は国際セミナーに、国家代表や科学と政策の専門家を集め、政策立案者や大衆の中で議論を容易にするためのレポートの作成を依頼し、それを宣布する。